# Kostel svatého Jiří (Tasov)
Kostel svatého Jiří v Tasově v okrese Žďár nad Sázavou je zaniklý románský kostel, původně rotunda, který stál v místech tasovské fary.

## Historie
Rotunda původně stála při tasovském šlechtickém dvorci. Kolem poloviny 13. století přestala vyhovovat a byla nahrazena větším obdélným kostelem stejného zasvěcení, který měl pravoúhlé kněžiště.
Tento kostelík přestal po polovině 14. století kapacitně dostačovat, byl přestavěn na faru a jihozápadně od něj byl postaven nový kostel svatého Petra a Pavla. Obvodové zdivo kostelíka bylo začleněno do stavby fary.